# Vorstengraf (Lavau)

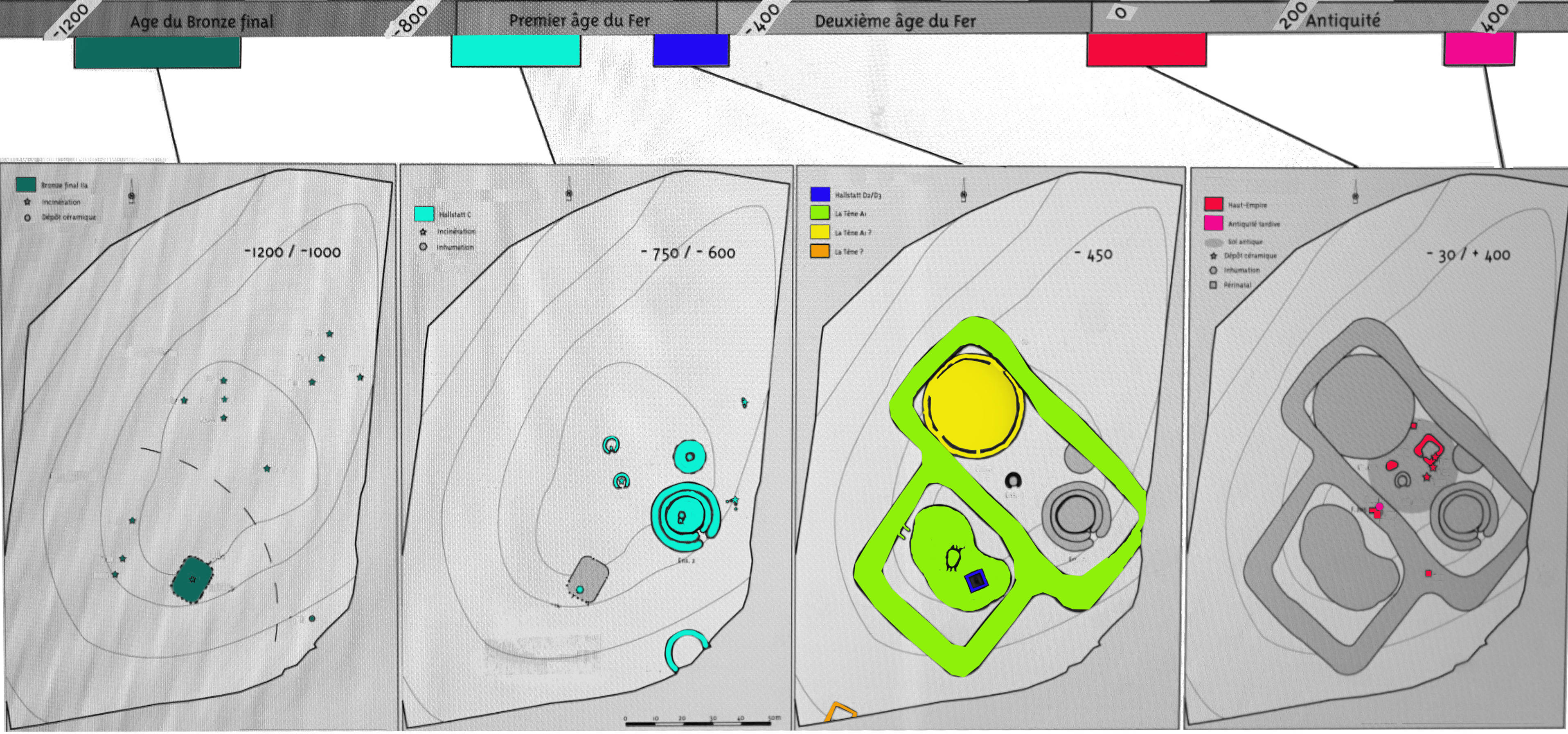
De vier fasen van begrafenissen: late Bronstijd, vroege Hallstatt-periode, late Halltstatt-periode en Gallo-Romeinse periode

Het Vorstengraf van Lavau is een grafheuvel (vorstengraf) uit de vroege IJzertijd, opgericht ca. 500 v.Chr. In het graf lag een Keltische hoogwaardigheidsbekleder begraven in een tweewielige kar met rijke grafgiften, vergelijkbaar met de vorstengraven van Vix en Hochdorf. Het vorstengraf maakt deel uit van een grotere necropool die in gebruik was van het einde van de Bronstijd tot de Gallo-Romeinse periode. Het vorstengraf werd in 2015 ontdekt tijdens een preventieve archeologische opgraving in het Franse Lavau (Aube).

## Funeraire site
De site is gedurende eeuwen in gebruik gebleven als begraafplaats. De oudste graven dateren uit de late Bronstijd (1300 tot 800 v.Chr.). Het gaat om gecremeerde lichamen in cirkelvormige terpen met een gracht errond. Uit de vroege Hallstatt-periode zijn lichamen gevonden van een krijger met zijn ijzeren zwaard en van een vrouw met bronzen armbanden.
Rond 500 v.Chr., het einde van de Hallstatt-periode, werd een drie meter diepe gracht gegraven rond de funeraire site, die de oude graven omvat maar ook de 40 meter brede grafheuvel van het vorstengraf. De site bleef in gebruik voor begrafenissen tot in de Gallo-Romeinse periode, waarbij begrafenissen plaatsvonden in de vroeger uitgegraven delen.
De site in de plaats Moutot in de gemeente Lavau werd in 2015 opgegraven door het Institut national des recherches archéologiques préventives (Inrap). Deze preventieve archeologie gebeurde in het kader van de aanleg van een industriezone.

## Vorstengraf
De grafkamer had een oppervlakte van 14 m² en lag onder een grafheuvel met een diameter van 40 m. In de grafkamer lag het lichaam van een man op een tweewielige kar. De man droeg gouden sieraden en in het graf lag onder andere een bronzen ketel met een diameter van een meter.

### Lichaam
Het lichaam was van een man. Hij lag op een tweewielige kar met het hoofd gericht naar het zuiden.
Rond zijn nek was een massief gouden torque met een gewicht van 580 g. Hierop zijn gevleugelde monsters afgebeeld en de uiteinden zijn peervormig. Rond zijn beide armen droeg de man gouden armbanden en rond een biceps een armband in ligniet. Bij de nek van de man werden ronde barnstenen gevonden, resten van een versiering voor de nek of de haren. Van de kleding zijn twee kledingspelden (een in ijzer en een in koraal) gewaard, alsook fragmenten van leder en ijzeren klinknageltjes. Van de schoenen zijn enkele bronzen onderdelen bewaard.

### Voorwerpen
In het graf lag een bronzen ketel waarvan de vier ronde handgrepen versierd zijn met Acheloös-koppen. De Griekse riviergod is afgebeeld met hoorns, stierenoren, een baard en een driedubbele snor. Op de rand van de ketel zijn acht leeuwinnenkoppen aangebracht. De ketel is van Griekse of Etruskische makelij.
In de ketel lag een aardenwerken oenochoë (schenkkan voor wijn). In zwartfigurige stijl zijn Dionysos en een vrouw afgebeeld in een banketscène. De kan is afgewerkt met bladgoud en werd waarschijnlijk gemaakt in de Griekse koloniën in Italië.
Daarnaast werden vazen, een Etruskisch bronzen vat, een, zeef, een zilveren beker, fijn keramiek met gecanneleerde decoratie en een dolk in zijn schede gevonden.
Deze voorwerpen houden verband met banketten en het drinken van wijn. Ze illustreren de banden tussen de Keltische wereld en de gebieden rond de Middellandse Zee.